# Amtsgericht Lübbenau

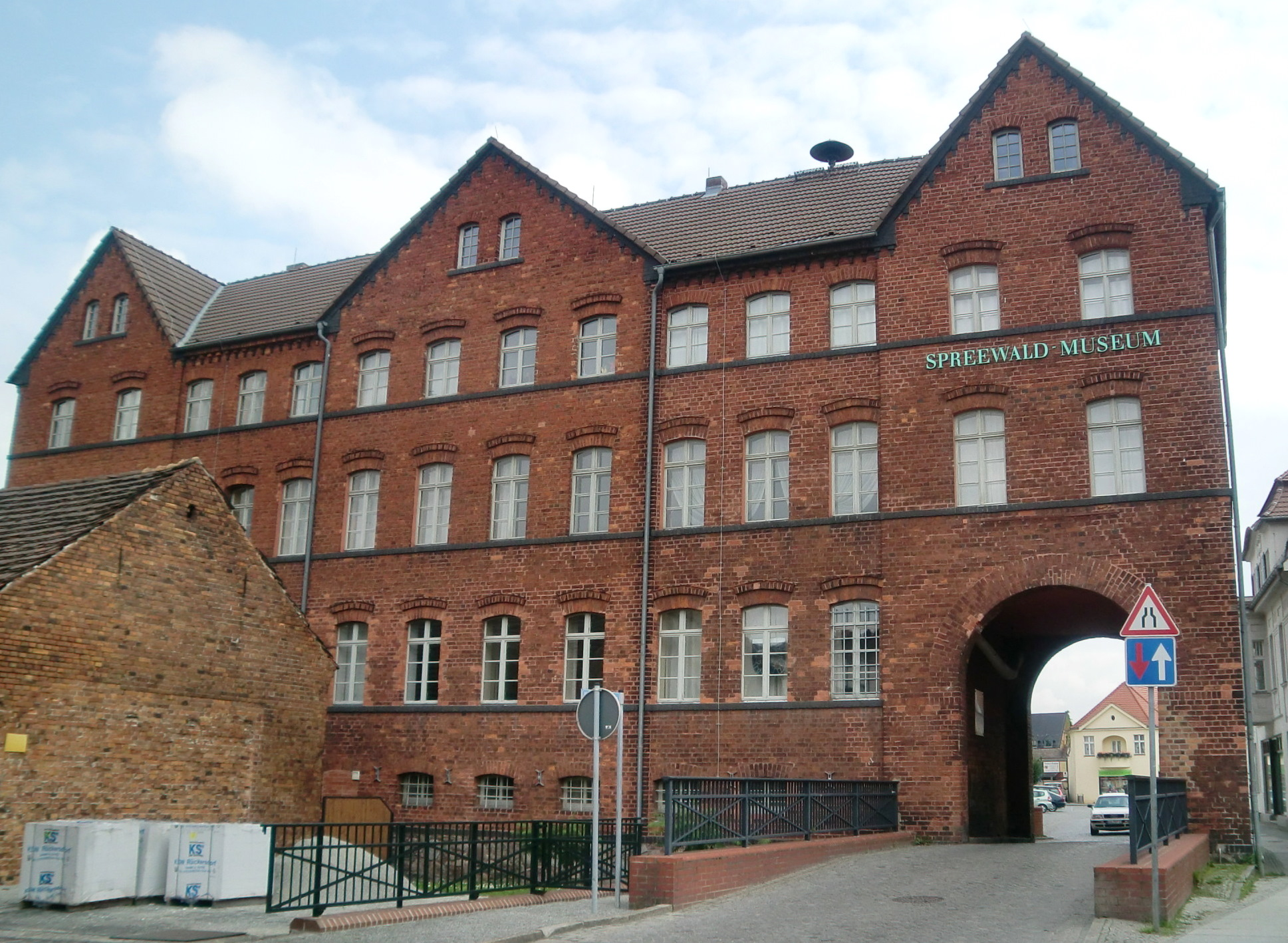
Spreewaldmuseum, früher Amtsgericht (2009)

Das Amtsgericht Lübbenau war ein preußisches Amtsgericht mit Sitz in Lübbenau in der Provinz Brandenburg.

## Geschichte
Ab 1849 bestand das Kreisgericht Lübben mit einer Zweigstelle (Gerichtskommission) in Lübbenau. Übergeordnet war das Appellationsgericht Frankfurt a. d. Oder. Im Rahmen der Reichsjustizgesetze wurden diese Gerichte aufgehoben und reichsweit einheitlich Oberlandes-, Land- und Amtsgerichte gebildet. Das königlich preußische Amtsgericht Lübbenau wurde mit Wirkung zum 1. Oktober 1879 als eines von zwölf Amtsgerichten im Bezirk des Landgerichtes Cottbus im Bezirk des Kammergerichtes gebildet. Der Sitz des Gerichtes war die Stadt Lübbenau. Sein Gerichtsbezirk umfasste aus dem Landkreis Calau die Stadtbezirke Lübbenau und Vetschau, die Amtsbezirke Lübbenau I, Kittlitz, Ragow, Tornow und Vetschau/Spreewald sowie den Amtsbezirk Lübbenau II ohne die Gemeindebezirke Bukow, Kalkwitz und Mlode und der Gutsbezirke Buckow, Kalkwitz und Mlode. Am Gericht bestanden 1880 zwei Richterstellen. Das Amtsgericht war damit ein mittelgroßes Amtsgericht im Landgerichtsbezirk. Gerichtstage wurden in Vetschau gehalten.
Zum 1. Juli 1951 wurde das Amtsgericht Lübbenau in eine Zweigstelle des Amtsgerichtes Lübben umgewandelt. Im Jahre 1952 wurden in der DDR die Amtsgerichte abgeschafft und stattdessen Kreisgerichte gebildet. Lübbenau kam zum Kreis Calau, zuständiges Gericht war damit das Kreisgericht Calau. Das Amtsgericht Lübbenau wurde aufgehoben und auch nach dem Zusammenbruch der DDR nicht neu gebildet.

## Gerichtsgebäude
Ab 1910 befand sich das Königliche Amtsgericht Lübbenau im sogenannten Torhaus oder Torbogenhaus am Topfmarkt 1. Das Gebäude wird heute als Spreewaldmuseum genutzt.